# Mooiedingenmakers
Mooiedingenmakers is een Nederlands platform dat zich richt op het ondersteunen en samenbrengen van creatievelingen, zoals kunstenaars, ontwerpers, fotografen, filmmakers en andere makers in Noord-Nederland.
Het platform werd in februari 2018 opgericht door Koen Haringa en Henk Rigter. Het doel is om een gemeenschap te bieden waarin creatievelingen hun werk kunnen delen, samenwerken aan projecten, opdrachten kunnen vinden en netwerken met anderen in hun vakgebied. Het platform organiseert evenementen, workshops en lezingen om kennis en vaardigheden te delen en te verbeteren. In 2021 had het platform 220 leden.